# Eugenio Klein
Eugenio Klein (n. Mar del Plata, Argentina, 17 de enero de 1982) es un exfutbolista argentino que se desempeñaba como mediocampista su último equipo fue el Mar del Plata Athletics de Argentina.

## Clubes
| Club                    | País      | Año       |
| ----------------------- | --------- | --------- |
| Ferro                   | Argentina | 2001-2003 |
| River Plate             | Argentina | 2003      |
| Defensores de Belgrano  | Argentina | 2004      |
| Ferro                   | Argentina | 2005-2006 |
| Talleres de Córdoba     | Argentina | 2006-2007 |
| Guaraní Antonio Franco  | Argentina | 2008      |
| Alvarado                | Argentina | 2008-2009 |
| Motagua                 | Honduras  | 2009-2010 |
| Persib Bandung          | Indonesia | 2010-2011 |
| Mar del Plata Athletics | Argentina | 2011-2012 |